# Keiser (Adelsgeschlecht)

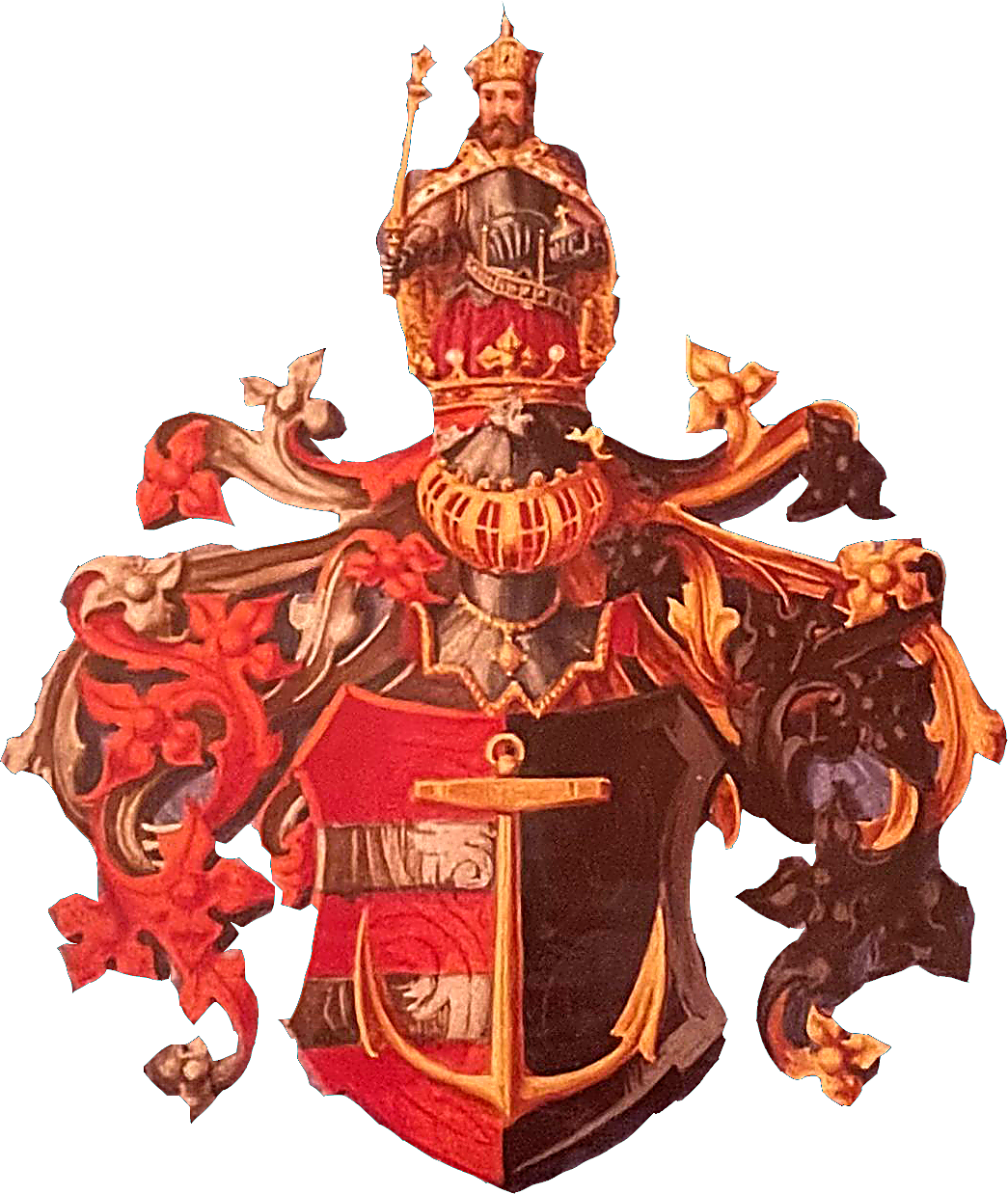
Wappen derer von Keiser

Keiser ist der Name eines preußischen Adelsgeschlechtes.

## Geschichte
Das Geschlecht stammt aus Westfalen und stammt dem Hause von Arnim ab. Die Familie ist ein Briefadelsgeschlecht preußischer Herkunft. Die sichere Stammreihe der Familie beginnt mit Jacob Keiser aus Herford, der Kantor und Gymnasiallehrer in Lemgo wurde und im Jahre 1740 starb. Am 22. April 1868 wurde der preußische Generalleutnant Karl Keiser (1802–1885) vom König von Preußen aufgrund seiner Verdienste um das Königreich Preußen in den Adelsstand erhoben und ein Wappen verliehen. Der zweitälteste Sohn Karl von Keiser (1843–1929) wurde ebenfalls preußische Generalleutnant.
Die Familie bildet Verwandtschaften zu den Freiherren von Romberg sowie zu den Freiherren von Forcade de Bisaix und hat damit auch westfalische Wurzeln, welche tief ins Mittelalter zurückführen.

## Wappen
Das Wappen zeigt ein Schild mit einem goldenen Anker auf rotem und schwarzem Grund, umgeben von floralen Ornamenten in Rot, Schwarz und Gold. Über dem Schild steht ein gekrönter Ritter mit Szepter, was auf einen fürhenden Rang hinweist.

## Bekannte Familienmitglieder
- Karl von Keiser (1802–1885), preußischer Generalleutnant
  - Otto von Keiser (1842–1907), preußischer Oberstleutnant
    - Richard von Keiser (1867–1946), deutscher Generalmajor

  - Karl von Keiser (1843–1929), preußischer Generalleutnant
    - Karl von Keiser (1871–1929), deutscher Generalmajor
    - Walter von Keiser (1874–1954), preußischer Major und Autor von Aufsätzen u. a. im Deutschen Adelsblatt[2]

  - Max von Keiser (1845–1922), preußischer Amtmann
  - Ernst von Keiser (1846–1906), preußischer Oberstleutnant
    - Erich von Keiser (1882–1969), deutscher Generalleutnant, Stadtkommandant von Dresden in der Zeit des Nationalsozialismus